# Zofingia
La Zofingia è una federazione svizzera di 13 associazioni di studenti, fondata nel 1819.

## Storia

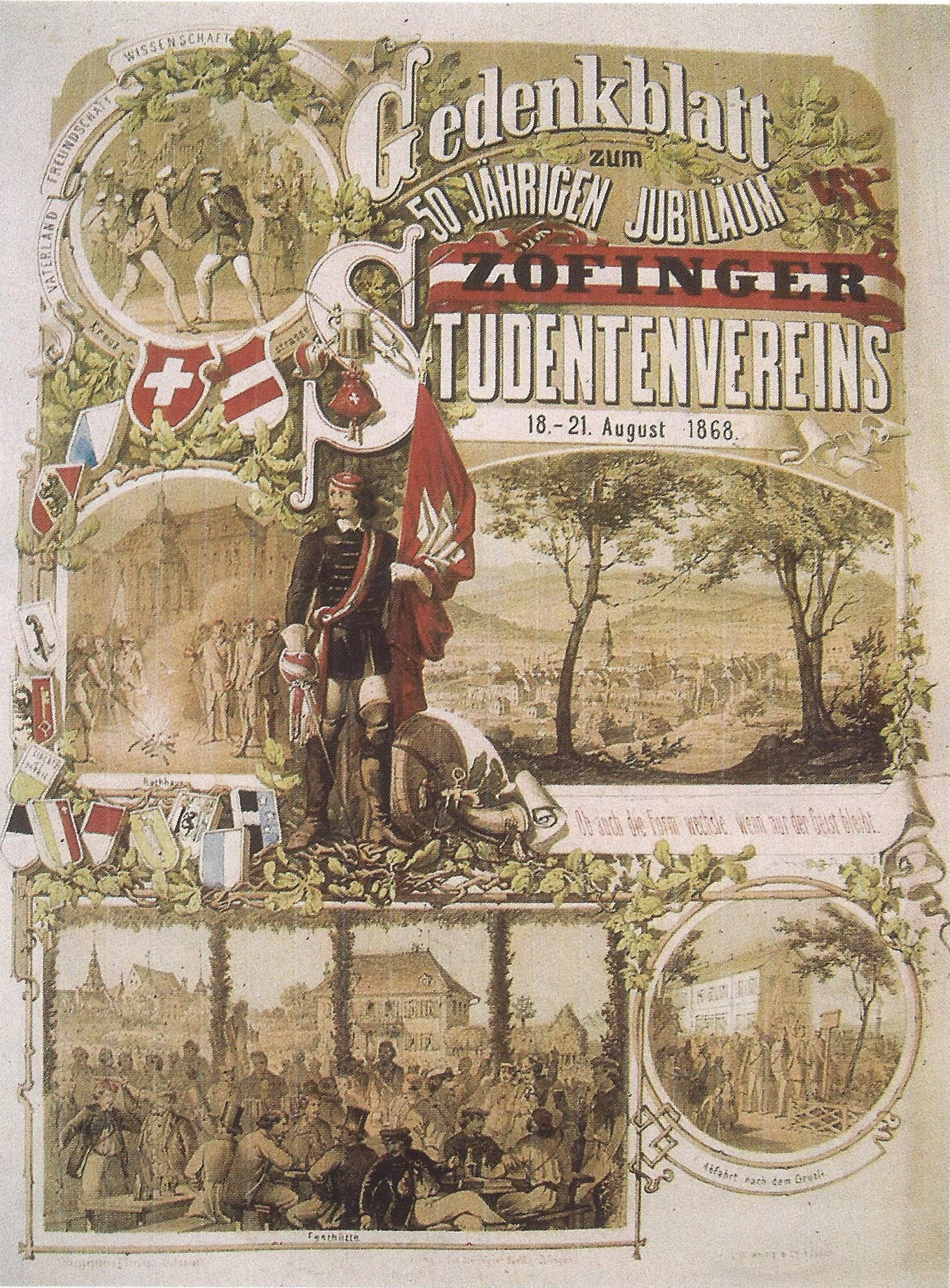
Opuscolo commemorativo per i 50 anni dalla fondazione

La Zofingia fu fondata nel 1819 a Zofingen da studenti bernesi e zurighesi, che si ispirarono alla festa della Wartburg del 1817 (manifestazione per l'unità e la libertà della Germania) e alla fondazione dell'Associazione studentesca tedesca, ma inizialmente rifiutarono i rituali goliardici tedeschi, che furono adottati solo negli anni 1830.
Dopo quelle di Zurigo e Berna, nel 1820 sorsero sezioni a Lucerna e Losanna, seguite da quelle di Basilea nel 1821, di Ginevra e Neuchâtel nel 1823, di San Gallo nel 1824, di Friburgo nel 1829 e di Aarau nel 1834. Dal 1916 al 1970 esistette anche una sezione a Bellinzona. L'associazione non mirava solo a riunire gli studenti della Svizzera in un'unica federazione all'insegna del motto «Patriae – Amicitiae – Litteris», ma prese anche parte al movimento nazionale per la creazione dello Stato federale liberale. Dalla Rigenerazione molti dei suoi aderenti ebbero un ruolo importante nella politica svizzera. Nel 1848 19 deputati all'Assemblea federale erano soci di Zofingia, nel 1860 il loro numero era salito a 27.
Dopo che le sezioni di Basilea e Neuchâtel si erano schierate dalla parte dei conservatori durante la Rigenerazione, i membri lucernesi e zurighesi abbandonarono la Zofingia e nel 1832 fondarono la società studentesca Helvetia, di orientamento radicale. Nel 1847 si giunse al cosiddetto grande scisma: una ristretta maggioranza conservatrice rimase nella Zofingia, mentre i liberali radicali si riunirono nella Nuova Zofingia, che nel 1849 mutò il nome in Helvetia. Nel 1865 la Zofingia proibì il duello e di conseguenza nel 1903 anche il combattimento con la sciabola, la cosiddetta Mensur, ciò che provocò la scissione della Nuova Zofingia zurighese.
Dal 1900 circa anche la Zofingia si occupò della questione sociale. Si costituì un'ala socialista e pacifista, la Idealzofinger. Tale ala era in conflitto con quella liberal-conservatrice, chiamata Ubetonen o UBT, nome derivato dalla loro posizione in fondo al tavolo, am untern Burschentisch. Solo di fronte alla minaccia del nazismo, che la federazione alla fine respinse con decisione, la Zofingia si ricompattò su una posizione patriottico-liberale. Le due correnti continuano però a caratterizzare la vita dell'associazione.
Nell'ambito delle associazioni studentesche svizzere, la Zofingia è considerata aperta e liberale. Il principio di nazionalità fu abbandonato nel 1974, mentre l'associazione continua a essere un sodalizio esclusivamente maschile. Dopo il 1968 la Zofingia ha perso in gran parte la sua importanza politico-sociale.

## Organizzazione attuale
Nel 2010 la Zofingia contava nove sezioni presso università svizzere e quattro presso scuole secondarie, rispettivamente circa 400 soci attivi e 2300 soci onorari. I soci onorari sono riuniti nell'associazione degli ex membri di Zofingia, fondata nel 1861, che comprende 17 sezioni. Tutti i membri portano il berretto bianco e il nastro rosso-bianco-rosso. Dal 1819 la Zofingia organizza ogni anno la festa centrale nella sua «capitale federale», Zofingen.

## Membri noti

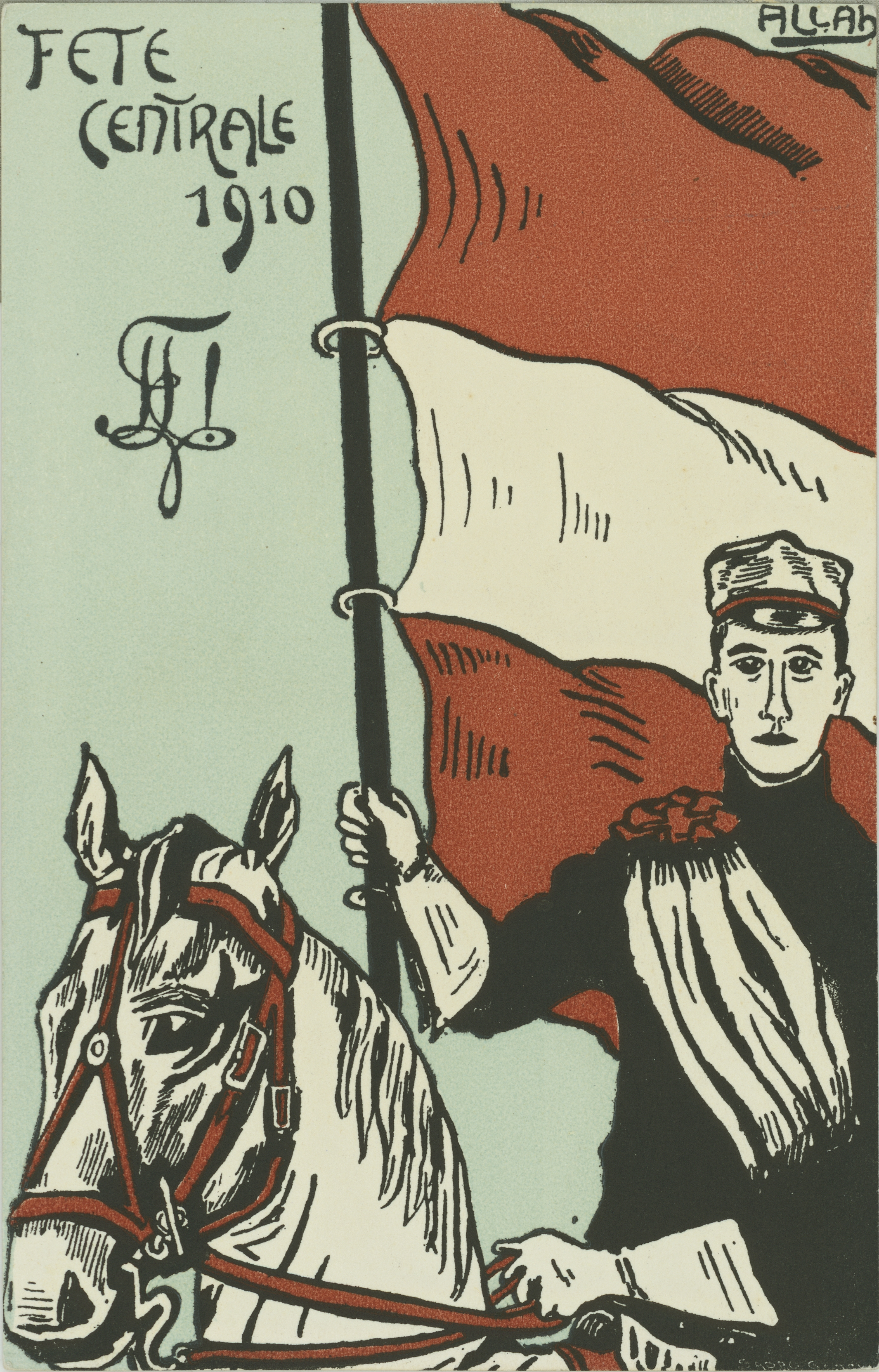
Cartolina commemorativa della festa centrale di Zofingia, 1910

- Jean-Edouard Berthoud, politico e avvocato
- Louis Bonjour, politico e avvocato
- François Briatte, politico
- Georges Bridel, politico
- Gottlieb Rudolf Bühlmann, politico
- Johann Coaz, ingegnere, topografo e alpinista
- Charles Cossy, politico
- Jean-Louis Demiéville, politico e avvocato
- Alfred Escher, politico e dirigente d'azienda
- Charles Estoppey, politico e avvocato
- Jules Eytel, politico e avvocato
- Georg Felber, politico
- Peter Jakob Felber, giornalista
- Bernhard Friedrich Fischer, politico e dirigente d'azienda
- Alexander Funk, politico
- Ulrich Im Hof, storico
- Jean-François Leuba, politico
- Jules Martin, politico e avvocato
- Gerold Meyer von Knonau, storico
- Ulysse Péclard, politico e dirigente d'azienda
- Louis Paschoud, politico e avvocato
- Auguste Rogivue, politico, avvocato e giurista
- Otto Schoch, politico
- Gallus Schwendener, politico
- Hermann Stadtmann, politico
- Peter Steiger, politico
- Alfred Stooss, giudice
- Hans Theiler, politico
- Antoine Vodoz, politico e avvocato
- Franz Widmer, politico